# Scarus ovifrons
Scarus ovifrons is een  straalvinnige vissensoort uit de familie van papegaaivissen (Scaridae). De wetenschappelijke naam van de soort is voor het eerst geldig gepubliceerd in 1846 door Temminck & Schlegel.
De soort staat op de Rode Lijst van de IUCN als Onzeker, beoordelingsjaar 2009.